# Iglesia de Nuestra Señora de Guápulo
La iglesia de Nuestra Señora de Guápulo o Santuario de Guápulo fue el primer santuario mariano de la hoy República del Ecuador, fundado en 1620 en Guápulo, al noreste de la ciudad de Quito, ubicada a 2690 m s. n. m.
La imagen de la Virgen de Guápulo fue el modelo utilizado para la escultura de Nuestra Señora de El Cisne y también la de El Quinche.

## Historia
Hacia 1587 se erige en la Presidencia de Quito una pequeña capilla en Guashayacu (Guápulo), dedicada al culto de la Madre de Dios en la advocación de Nuestra Señora de Guadalupe de Guápulo. Esta advocación tiene su origen en la Virgen de Guadalupe, Provincia de Extremadura, España, y fue traída a Quito por los conquistadores españoles.

Fue el primer santuario mariano ecuatoriano. La primitiva imagen de Nuestra Señora de Guadalupe fue tallada por el artista Diego de Robles y la policromó el pintor Luis de Rivera. En 1593 el Ilmo. Solís, Obispo de Quito, determinó la construcción de una segunda capilla. La actual construcción del santuario corresponde a la tercera edificación de la misma, iniciada en 1490 y terminada en 1696. Tiene forma de cruz latina de 60 m por 27 m en el crucero. El sacerdote José Herrera fue el propulsor de esta obra: recorrió América con la imagen de la "Peregrina", obsequio del Emperador Carlos V, en busca de fondos para culminar la obra. Su arquitecto constructor fue el religioso franciscano fray Antonio Rodríguez. Entre los principales artistas que trabajaron para su ornamentación constan: Diego de Robles, Miguel de Santiago, Nicolás Gorívar, Juan Bautista Menacho, Gualoto, Caspicara, Samaniego.

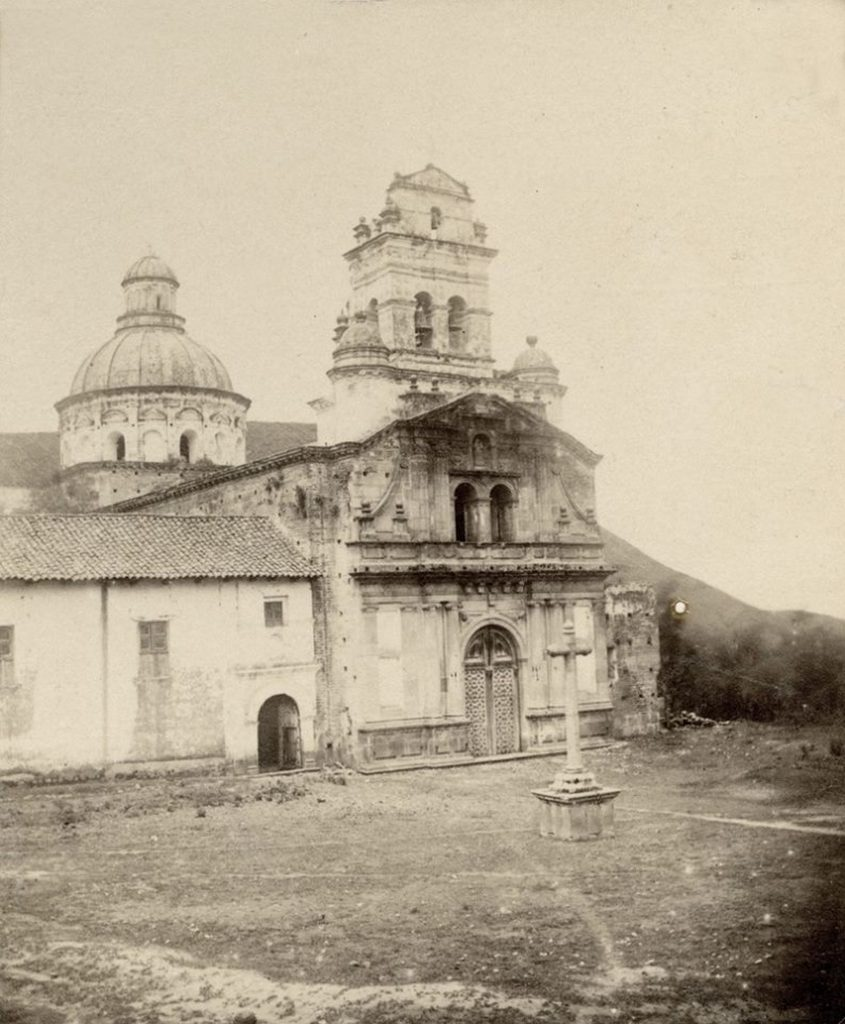
Iglesia de Guápulo en 1870.
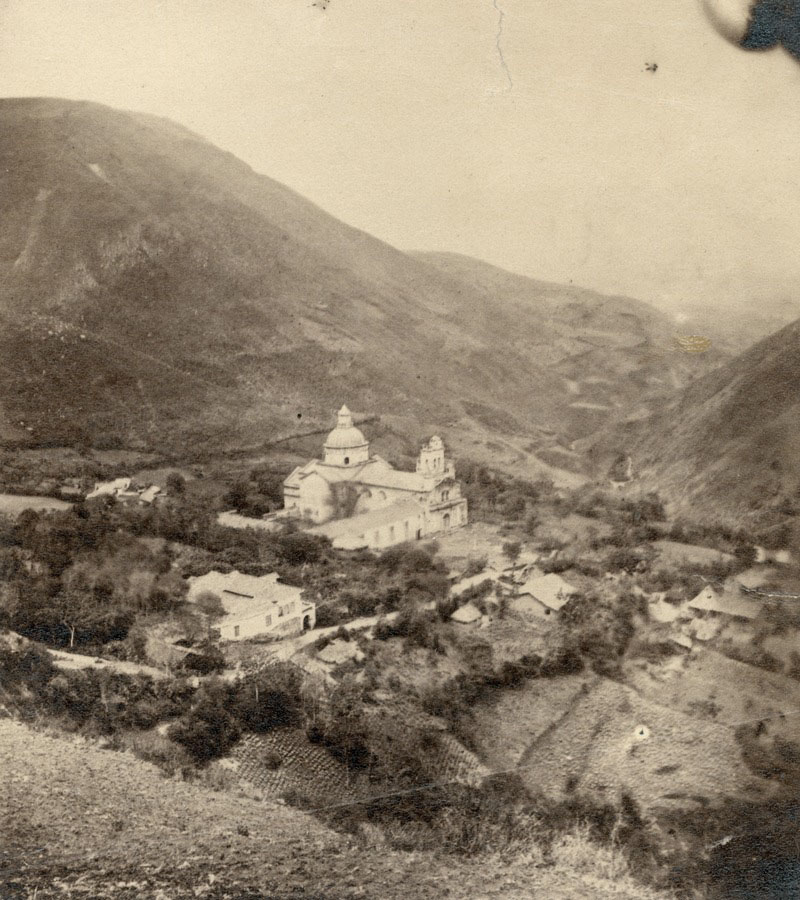
Vista panorámica del Santuario en 1874.

## Principales obras de arte en el interior del santuario

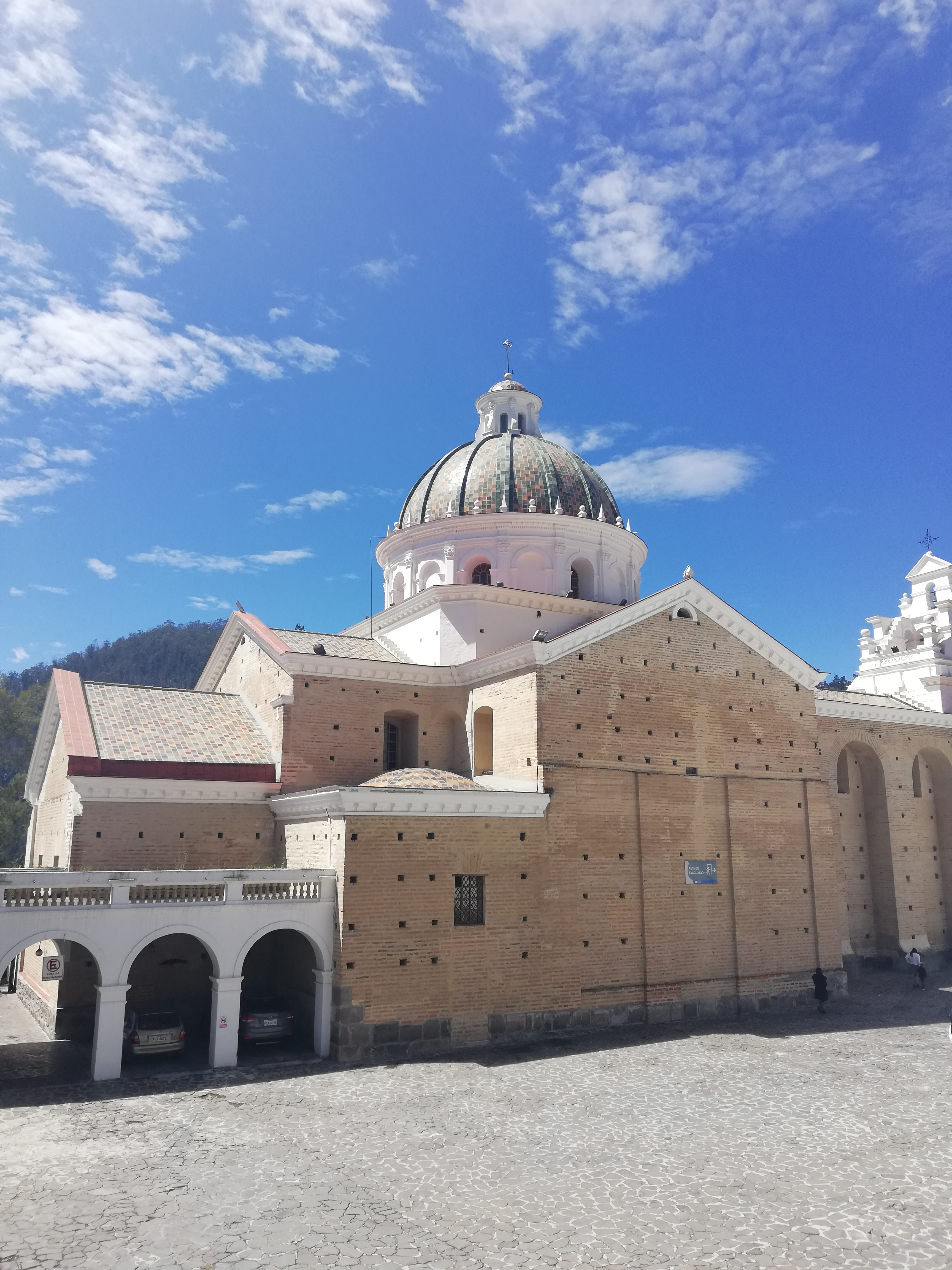
Vista lateral de la iglesia.

- Jube del Coro. Para 1736 se terminó el dorado de jube del coro, obra de Menacho. Su calado morisco armoniza perfectamente con el púlpito, altares laterales y, seguramente, con el altar mayor que se destruyó en uno de los incendios (1839).

- Púlpito. Obra considerada como una de las mejores de Latinoamérica y único en su estilo y forma. Se compone de siete nichos con sus respectivas imágenes. Es una obra en filigrana considerada la grada, el trono, el tornavoz y la hornacina. Su estilo es churigueresco; su autor es Juan Bautista Menacho y pertenece al siglo XVII.

- Cuadro de la Inmaculada Concepción. Pintura con la representación de la Inmaculada Concepción; están pintados personajes ilustres: papas, reyes y doctores de la Iglesia. Está enmarcada en un marco de estilo barroco, con una corona de estilo mudéjar y una tarjeta con leyenda alusiva a la Eucaristía y a la Virgen María. Su autor es Miguel de Santiago.

- Cuadro del Órgano Celestial. Cuadro que destaca a la Virgen del Pilar, con cinco cuadros laterales y superiores. Decorado a pan de oro; simula un gran retablo de dos cuadros y remate. Su autor es Nicolás Gorívar, y pertenece al siglo XVII.

- Retablo de San Pedro de Alcántara, en el crucero derecho. Retablo dividido en tres cuerpos y coronación. Cada cuerpo tiene tres nichos y ocho columnas, con friso y cornisa. Los cuerpos encierran la escultura de San Pedro de Alcántara, riquísima en su estofado; atribuida al padre Carlos, y lienzos atribuidos a Isabel de Santiago. Su estilo es mudéjar.

- Retablo de la Virgen de la Nube, en el crucero izquierdo; goza de las mismas características que el retablo anterior. El tema pictórico representa a los ángeles, y la pintura de los mismos sobresale por las poses, formas y elegancia de los personajes; pertenece a Miguel de Santiago. En el nicho central está la imagen de Nuestra Señora de la Nube, trabajada por Daniel Alvarado (Cuenca 1902), y recuerda su milagrosa aparición en Quito en 1696.

- Retablo del Altar Mayor. El altar primitivo se incendió en 1839 juntamente con la imagen tallada por Diego de Robles (siglo XVI). La imagen actual data de 1953 y es obra del artista Montesdeoca (San Antonio de Ibarra). El retablo es obra de los Hermanos Tejada. Crucero izquierdo; goza de las mismas características que el retablo anterior. El tema pictórico representa a los ángeles, y la pintura de los mismos sobresale por las poses, formas y elegancia de los personajes; pertenece a Miguel de Santiago.

- Capilla del Santísimo. Retablo en miniatura, único en el país, de estilo arabesco con retablos de espejuelos. En el nicho central se encuentra la famosa obra de la "Peregrina de Guápulo". Su vestimenta está bordada en hilo de plata, con el escudo águila bicéfala y el Santuario de la Virgen de Guadalupe de Extremadura. Es una obra de origen español perteneciente al siglo XVI. Este altar es único en su especie por su originalidad chinesca o morisca, barroca o churigueresca.[2]

## Museo Franciscano «Fray Antonio Rodríguez, OFM»
Desde diciembre de 2001, la antigua sacristía ha sido habilitada como museo. Se muestran tres salas de exposición con obras restauradas por el convenio Ecuador-España (1987-1993).
En la primera sala se muestra la obra cumbre del máximo exponente del arte colonial, el pintor quiteño del siglo XVII, Miguel de Santiago, que representa en doce lienzos Los milagros de la Virgen de Guadalupe.
En la segunda sala se exhiben obras como: Virgen María, escultura anónima del siglo XVI, Crucifijo, escultura anónima del siglo XVII, Ángeles, esculturas anónimas del siglo XVIII, decoraciones marianas como "Columnas de plata" y Mariolas, anónimas del siglo XIX.
En la tercera sala de exhibición podemos observar obras como El Calvario, bargueños, pinturas y esculturas anónimas del siglo XIX como San Pedro de Alcántara, San Antonio de Padua, Señor del Río.